# Ectropion (oog)
Ectropion is een oogaandoening waarbij de ooglidrand, naar buiten gedraaid is en van de oogbol afstaat. Het leidt er meestal wel toe dat de traanafvoer niet meer normaal via de traankanaaltjes kan verlopen, zodat de tranen over de wangen biggelen.
Deze afwijking is, bij mens en dier, meestal door een kleine operatieve ingreep wel te corrigeren. Bij honden treedt enigszins een 'bloedhond'-effect op (bij sommige hondenrassen is dit normaal, bij andere wordt het als een afwijking beschouwd). Soms is het ook tijdelijk, door zwelling van het onderooglid door andere oorzaken.

## Classificatie
De oorzaken van ectropion zijn als volgt ingedeeld:
- Involutioneel ectropion (leeftijdsgerelateerd): Oorzaken voor ectropion op oudere leeftijd zijn vaak een verslapping en uitrekking van de kringspier rond het oog.
- Huidziekten (cicatricieel ectropion): Littekenvorming of een scala aan huidziekten (rosacea, herpes zoster, atopische of eczemateuze dermatitis) kunnen chronische ontstekingen veroorzaken met als gevolg ectropion.
- Paralytisch ectropion ontstaat door ipsilaterale facialisparese. Complicaties bestaan uit keratopathie door lagophthalmos.
- Mechanisch ectropion wordt veroorzaakt door tumoren op de onderste ooglidrand waardoor het ooglid zich door de zwaartekracht naar buiten keert.